# Judô nos Jogos Olímpicos de Verão de 2020 - Qualificação
Este artigo detalha a fase de qualificação do judô nos Jogos Olímpicos de Verão de 2020. (As Olimpíadas foram adiadas para 2021 devido à pandemia de COVID-19). Um total de 386 atletas poderiam obter qualificação para os Jogos. Cada CON poderia inscrever o máximo de 14 judocas (um por categoria). O país-sede, Japão, recebeu vagas em todas as categorias, enquanto vinte estiveram disponíveis por convites da Comissão Tripartite.
Os judocas restantes devem enfrentar um processo de qualificação para garantir uma vaga para os Jogos pelo ranking olímpico preparado pela International Judo Federation em 28 de junho de 2021.
Os 18 melhores judocas de cada categoria consegue qualificação direta, embora cada CON esteja sujeito ao limite de um judoca por categoria. Se o CON tiver mais de um atleta classificado entre os 18 melhores do ranking, o CON pode decidir qual dos atletas ficará com a vaga.
Vagas continentais posteriores (13 homens e 12 mulheres para a Europa, 12 de cada gênero para a África, 10 homens e 11 mulheres para a Pan América, 10 de cada gênero para a Ásia e 5 de cada gênero para a Oceania) também estiveram disponíveis. Essas vagas foram concedidas com a criação de uma lista de todos os atletas de cada continente entre todas as divisões e gêneros. Os atletas de melhor ranking qualificação por vez, com limite de 1 atleta por CON por categoria, além da regra adicional de que cada CON pode qualificar apenas um judoca pelas vagas continentais (ou seja, pelo menos 100 diferentes CONs estarão representados por este sistema de qualificação).
A qualificação das equipes mistas foi baseada em CONs que qualificaram judocas individuais em várias categorias para ter uma equipe de seis pessoas que preenchessem requerimentos específicos (um homem e uma mulher em cada um dos três grupos de categorias).

## Sumário de qualificação
| NOC                                | Masculino | Masculino | Masculino | Masculino | Masculino | Masculino | Masculino | Feminino | Feminino | Feminino | Feminino | Feminino | Feminino | Feminino | Misto  | Total |
| NOC                                | 60 kg     | 66 kg     | 73 kg     | 81 kg     | 90 kg     | 100 kg    | +100 kg   | 48 kg    | 52 kg    | 57 kg    | 63 kg    | 70 kg    | 78 kg    | +78 kg   | Equipe | Total |
| ---------------------------------- | --------- | --------- | --------- | --------- | --------- | --------- | --------- | -------- | -------- | -------- | -------- | -------- | -------- | -------- | ------ | ----- |
| RSA África do Sul                  |           |           |           |           |           |           |           | Yes      |          |          |          |          |          |          |        | 1     |
| ALB Albânia                        |           | Yes       |           |           |           |           |           |          |          |          |          |          |          |          |        | 1     |
| GER Alemanha                       | Yes       | Yes       | Yes       | Yes       | Yes       | Yes       | Yes       | Yes      |          | Yes      | Yes      | Yes      | Yes      | Yes      | Yes    | 13    |
| ANG Angola                         |           |           |           |           |           |           |           |          |          | Yes      |          |          |          |          |        | 1     |
| KSA Arábia Saudita                 |           |           | Yes       |           |           |           |           |          |          |          |          |          |          |          |        | 1     |
| ALG Argélia                        |           |           | Yes       |           |           |           |           |          |          |          |          |          |          | Yes      |        | 2     |
| ARG Argentina                      |           |           |           | Yes       |           |           |           | Yes      |          |          |          |          |          |          |        | 2     |
| ARM Armênia                        |           |           | Yes       |           |           |           |           |          |          |          |          |          |          |          |        | 1     |
| AUS Austrália                      |           |           |           |           |           |           |           |          |          |          | Yes      | Yes      |          |          |        | 2     |
| AUT Áustria                        |           |           |           | Yes       |           |           | Yes       |          |          | Yes      | Yes      | Yes      | Yes      |          |        | 6     |
| AZE Azerbaijão                     | Yes       | Yes       | Yes       | Yes       | Yes       | Yes       | Yes       | Yes      |          |          |          |          |          | Yes      |        | 9     |
| BEL Bélgica                        | Yes       |           |           | Yes       |           | Yes       |           |          | Yes      |          |          |          |          |          |        | 4     |
| BEN Benim                          |           |           |           |           | Yes       |           |           |          |          |          |          |          |          |          |        | 1     |
| BLR Bielorrússia                   |           | Yes       |           |           |           | Yes       |           |          |          |          |          |          |          | Yes      |        | 3     |
| BHU Butão                          | Yes       |           |           |           |           |           |           |          |          |          |          |          |          |          |        | 1     |
| BIH Bósnia e Herzegovina           |           |           |           |           |           |           |           |          |          |          |          |          |          | Yes      |        | 1     |
| BRA Brasil                         | Yes       | Yes       | Yes       | Yes       | Yes       | Yes       | Yes       | Yes      | Yes      |          | Yes      | Yes      | Yes      | Yes      | Yes    | 13    |
| BUL Bulgária                       | Yes       |           |           | Yes       |           |           |           |          |          | Yes      |          |          |          |          |        | 3     |
| BUR Burquina Fasso                 |           |           | Yes       |           |           |           |           |          |          |          |          |          |          |          |        | 1     |
| CPV Cabo Verde                     |           |           |           |           |           |           |           |          |          |          | Yes      |          |          |          |        | 1     |
| CMR Camarões                       |           |           |           |           |           |           |           |          |          |          |          | Yes      |          | Yes      |        | 2     |
| CAN Canadá                         |           |           | Yes       | Yes       |           | Yes       |           |          | Yes      | Yes      | Yes      |          |          |          |        | 6     |
| QAT Catar                          |           | Yes       |           |           |           |           |           |          |          |          |          |          |          |          |        | 1     |
| KAZ Cazaquistão                    | Yes       | Yes       | Yes       | Yes       | Yes       |           |           | Yes      |          |          |          |          |          |          |        | 6     |
| CHA Chade                          |           |           |           |           |           |           |           |          |          |          |          | Yes      |          |          |        | 1     |
| CHI Chile                          |           |           |           |           |           |           |           | Yes      |          |          |          |          |          |          |        | 1     |
| CHN China                          |           |           |           |           |           |           |           | Yes      |          | Yes      | Yes      | Yes      | Yes      | Yes      |        | 6     |
| COL Colômbia                       |           |           |           |           |           |           |           | Yes      |          |          |          |          |          |          |        | 1     |
| COM Comores                        |           |           |           | Yes       |           |           |           |          |          |          |          |          |          |          |        | 1     |
| KOR Coreia do Sul                  | Yes       | Yes       | Yes       |           | Yes       | Yes       | Yes       | Yes      | Yes      | Yes      | Yes      | Yes      | Yes      | Yes      | Yes    | 13    |
| CIV Costa do Marfim                |           |           |           |           |           |           |           |          |          | Yes      |          |          |          |          |        | 1     |
| CRC Costa Rica                     |           | Yes       |           |           |           |           |           |          |          |          |          |          |          |          |        | 1     |
| CRO Croácia                        |           |           |           |           |           |           |           |          |          |          |          | Yes      | Yes      | Yes      |        | 3     |
| CUB Cuba                           |           |           | Yes       |           | Yes       |           | Yes       |          |          |          | Yes      |          | Yes      | Yes      |        | 6     |
| DEN Dinamarca                      |           |           |           |           |           |           |           |          |          |          | Yes      |          |          |          |        | 1     |
| DJI Djibuti                        |           |           | Yes       |           |           |           |           |          |          |          |          |          |          |          |        | 1     |
| EGY Egito                          |           | Yes       |           | Yes       |           | Yes       |           |          |          |          |          |          |          |          |        | 3     |
| UAE Emirados Árabes Unidos         |           |           | Yes       |           |           | Yes       |           |          |          |          |          |          |          |          |        | 2     |
| ECU Equador                        | Yes       |           |           |           |           |           |           |          |          |          | Yes      |          | Yes      |          |        | 3     |
| SLO Eslovênia                      |           | Yes       |           |           |           |           |           | Yes      |          | Yes      | Yes      |          |          | Yes      |        | 5     |
| ESP Espanha                        | Yes       | Yes       |           |           | Yes       |           |           | Yes      | Yes      |          | Yes      | Yes      |          |          |        | 7     |
| USA Estados Unidos                 |           |           |           |           | Yes       |           |           |          | Yes      |          |          |          | Yes      | Yes      |        | 4     |
| EST Estônia                        |           |           |           |           |           | Yes       |           |          |          |          |          |          |          |          |        | 1     |
| FIJ Fiji                           |           |           |           |           |           | Yes       |           |          |          |          |          |          |          |          |        | 1     |
| PHI Filipinas                      |           |           |           |           |           |           |           |          |          |          | Yes      |          |          |          |        | 1     |
| FRA França                         | Yes       | Yes       | Yes       |           | Yes       | Yes       | Yes       | Yes      | Yes      | Yes      | Yes      | Yes      | Yes      | Yes      | Yes    | 13    |
| GAB Gabão                          |           |           |           |           |           |           |           |          |          |          |          |          | Yes      |          |        | 1     |
| GAM Gâmbia                         |           |           | Yes       |           |           |           |           |          |          |          |          |          |          |          |        | 1     |
| GHA Gana                           |           |           |           |           | Yes       |           |           |          |          |          |          |          |          |          |        | 1     |
| GEO Geórgia                        | Yes       | Yes       | Yes       | Yes       | Yes       | Yes       | Yes       |          | Yes      | Yes      |          |          |          |          |        | 9     |
| GBR Grã-Bretanha                   | Yes       |           |           |           |           |           |           |          | Yes      |          | Yes      | Yes      | Yes      | Yes      |        | 6     |
| GRE Grécia                         |           |           |           | Yes       |           |           |           |          |          |          |          | Yes      |          |          |        | 2     |
| GUM Guam                           |           |           |           | Yes       |           |           |           |          |          |          |          |          |          |          |        | 1     |
| GUA Guatemala                      | Yes       |           |           |           |           |           |           |          |          |          |          |          |          |          |        | 1     |
| GUI Guiné                          |           |           | Yes       |           |           |           |           |          |          |          |          |          |          |          |        | 1     |
| GBS Guiné-Bissau                   |           |           |           |           |           |           |           |          | Yes      |          |          |          |          |          |        | 1     |
| HAI Haiti                          |           |           |           |           |           |           |           |          | Yes      |          |          |          |          |          |        | 1     |
| HON Honduras                       |           |           |           |           |           |           |           |          |          |          | Yes      |          |          |          |        | 1     |
| HUN Hungria                        |           |           |           | Yes       | Yes       | Yes       |           | Yes      | Yes      | Yes      | Yes      |          |          |          |        | 7     |
| YEM Iêmen                          |           |           | Yes       |           |           |           |           |          |          |          |          |          |          |          |        | 1     |
| IND Índia                          |           |           |           |           |           |           |           | Yes      |          |          |          |          |          |          |        | 1     |
| IRL Irlanda                        |           |           |           |           |           | Yes       |           |          |          |          |          | Yes      |          |          |        | 2     |
| ISR Israel                         |           | Yes       | Yes       | Yes       | Yes       | Yes       | Yes       | Yes      | Yes      | Yes      | Yes      |          | Yes      | Yes      | Yes    | 12    |
| ITA Itália                         |           | Yes       | Yes       | Yes       | Yes       |           |           | Yes      | Yes      |          | Yes      | Yes      |          |          | Yes    | 8     |
| JAM Jamaica                        |           |           |           |           |           |           |           |          |          |          |          | Yes      |          |          |        | 1     |
| JPN Japão                          | Yes       | Yes       | Yes       | Yes       | Yes       | Yes       | Yes       | Yes      | Yes      | Yes      | Yes      | Yes      | Yes      | Yes      | Yes    | 14    |
| JOR Jordânia                       |           |           | Yes       |           |           |           |           |          |          |          |          |          |          |          |        | 1     |
| KIR Kiribati                       |           |           |           |           |           |           |           |          |          |          |          | Yes      |          |          |        | 1     |
| KOS Kosovo                         |           |           | Yes       |           |           |           |           | Yes      | Yes      | Yes      |          |          | Yes      |          |        | 5     |
| LAO Laos                           | Yes       |           |           |           |           |           |           |          |          |          |          |          |          |          |        | 1     |
| LAT Letônia                        |           |           |           |           |           | Yes       |           |          |          |          |          |          |          |          |        | 1     |
| LBN Líbano                         |           |           |           | Yes       |           |           |           |          |          |          |          |          |          |          |        | 1     |
| LBA Líbia                          |           |           |           |           |           |           | Yes       |          |          |          |          |          |          |          |        | 1     |
| LIE Liechtenstein                  |           |           |           |           | Yes       |           |           |          |          |          |          |          |          |          |        | 1     |
| LTU Lituânia                       |           |           |           |           |           |           |           |          |          |          |          |          |          | Yes      |        | 1     |
| MAD Madagascar                     |           |           |           |           |           |           |           |          |          |          | Yes      |          |          |          |        | 1     |
| MAW Malawi                         |           |           |           |           |           |           |           | Yes      |          |          |          |          |          |          |        | 1     |
| MAR Marrocos                       |           |           |           |           |           |           |           |          | Yes      |          |          | Yes      |          |          |        | 2     |
| MRI Maurício                       |           |           |           |           | Yes       |           |           |          |          |          |          |          |          |          |        | 1     |
| MEX México                         |           |           |           |           |           |           |           |          |          |          | Yes      |          |          |          |        | 1     |
| MYA Mianmar                        |           |           |           |           |           |           |           |          |          |          | Yes      |          |          |          |        | 1     |
| MOZ Moçambique                     |           | Yes       |           |           |           |           |           |          |          |          |          |          |          |          |        | 1     |
| MDA Moldávia                       |           | Yes       | Yes       |           |           |           |           |          |          |          |          |          |          |          |        | 2     |
| MON Mônaco                         |           |           | Yes       |           |           |           |           |          |          |          |          |          |          |          |        | 1     |
| MGL Mongólia                       | Yes       | Yes       | Yes       | Yes       | Yes       | Yes       | Yes       | Yes      | Yes      | Yes      | Yes      |          | Yes      |          | Yes    | 12    |
| MNE Montenegro                     |           |           |           |           |           |           |           |          |          |          |          |          | Yes      |          |        | 1     |
| NEP Nepal                          |           |           |           |           |           |           |           | Yes      |          |          |          |          |          |          |        | 1     |
| NCA Nicarágua                      |           |           |           |           |           |           |           |          |          |          |          |          |          | Yes      |        | 1     |
| NIG Níger                          |           | Yes       |           |           |           |           |           |          |          |          |          |          |          |          |        | 1     |
| NED Países Baixos                  | Yes       |           |           | Yes       | Yes       | Yes       | Yes       |          |          | Yes      | Yes      | Yes      | Yes      | Yes      | Yes    | 10    |
| PLE Palestina                      |           |           |           | Yes       |           |           |           |          |          |          |          |          |          |          |        | 1     |
| PAN Panamá                         |           |           |           |           |           |           |           |          | Yes      | Yes      |          |          |          |          |        | 2     |
| PAK Paquistão                      |           |           |           |           |           | Yes       |           |          |          |          |          |          |          |          |        | 1     |
| PER Peru                           |           | Yes       |           |           |           |           |           |          |          |          |          |          |          |          |        | 1     |
| POL Polônia                        |           |           |           |           | Yes       |           | Yes       |          | Yes      | Yes      | Yes      |          | Yes      |          |        | 6     |
| PUR Porto Rico                     |           |           |           | Yes       |           |           |           |          |          |          |          | Yes      |          | Yes      |        | 3     |
| POR Portugal                       |           |           |           | Yes       |           | Yes       |           | Yes      | Yes      | Yes      |          | Yes      | Yes      | Yes      |        | 8     |
| KGZ Quirguistão                    |           |           |           | Yes       |           |           |           |          |          |          |          |          |          |          |        | 1     |
| CZE República Checa                |           |           |           |           | Yes       |           | Yes       |          |          |          |          |          |          |          |        | 2     |
| MKD Macedônia do Norte             |           |           |           |           |           |           |           |          | Yes      |          |          |          |          |          |        | 1     |
| COD República Democrática do Congo |           |           |           |           |           |           |           |          |          |          |          |          | Yes      |          |        | 1     |
| DOM República Dominicana           |           |           |           |           | Yes       |           |           |          |          |          |          |          |          |          |        | 1     |
| ROU Romênia                        |           |           | Yes       |           |           |           | Yes       |          | Yes      |          |          |          |          |          |        | 3     |
| RUS Rússia                         | Yes       | Yes       | Yes       | Yes       | Yes       | Yes       | Yes       | Yes      | Yes      | Yes      | Yes      | Yes      | Yes      |          | Yes    | 13    |
| SAM Samoa                          |           |           |           | Yes       |           |           |           |          |          |          |          |          |          |          |        | 1     |
| SMR San Marino                     |           |           |           |           | Yes       |           |           |          |          |          |          |          |          |          |        | 1     |
| SEN Senegal                        |           |           |           |           |           |           | Yes       |          |          |          |          |          |          |          |        | 1     |
| SRB Sérvia                         |           |           |           |           | Yes       | Yes       |           | Yes      |          | Yes      | Yes      |          |          |          |        | 5     |
| SEY Seicheles                      |           |           |           |           | Yes       |           |           |          |          |          |          |          |          |          |        | 1     |
| SLE Serra Leoa                     |           |           |           | Yes       |           |           |           |          |          |          |          |          |          |          |        | 1     |
| SRI Sri Lanka                      |           |           | Yes       |           |           |           |           |          |          |          |          |          |          |          |        | 1     |
| SUD Sudão                          |           |           | Yes       |           |           |           |           |          |          |          |          |          |          |          |        | 1     |
| SWE Suécia                         |           |           | Yes       | Yes       | Yes       |           |           |          |          |          |          | Yes      |          |          |        | 4     |
| SUI Suíça                          |           |           | Yes       |           |           |           |           |          | Yes      |          |          |          |          |          |        | 2     |
| THA Tailândia                      |           |           |           |           |           |           |           |          | Yes      |          |          |          |          |          |        | 1     |
| TPE Taipé Chinês                   | Yes       |           |           |           |           |           |           | Yes      |          | Yes      |          |          |          |          |        | 3     |
| TJK Tajiquistão                    |           |           | Yes       | Yes       | Yes       |           | Yes       |          |          |          |          |          |          |          |        | 4     |
| ROT Equipe Olímpica de Refugiados  |           |           | Yes       |           | Yes       |           | Yes       |          |          | Yes      | Yes      | Yes      |          |          | Yes    | 6     |
| TTO Trinidad e Tobago              |           |           |           |           |           |           |           |          |          |          |          |          |          | Yes      |        | 1     |
| TUN Tunísia                        |           |           |           |           |           |           |           |          |          | Yes      |          | Yes      |          | Yes      |        | 3     |
| TKM Turcomenistão                  |           |           |           |           |           |           |           |          | Yes      |          |          |          |          |          |        | 1     |
| TUR Turquia                        | Yes       |           | Yes       | Yes       | Yes       |           |           | Yes      |          |          |          |          |          | Yes      |        | 6     |
| UKR Ucrânia                        | Yes       | Yes       |           |           | Yes       |           | Yes       | Yes      |          |          |          |          | Yes      | Yes      |        | 7     |
| URU Uruguai                        |           |           |           | Yes       |           |           |           |          |          |          |          |          |          |          |        | 1     |
| UZB Uzbequistão                    | Yes       | Yes       | Yes       | Yes       | Yes       | Yes       | Yes       |          | Yes      |          | Yes      | Yes      |          |          | Yes    | 10    |
| VAN Vanuatu                        |           |           |           | Yes       |           |           |           |          |          |          |          |          |          |          |        | 1     |
| VEN Venezuela                      |           |           |           |           |           |           |           |          |          |          | Yes      | Yes      | Yes      |          |        | 3     |
| VIE Vietnã                         |           |           |           |           |           |           |           |          | Yes      |          |          |          |          |          |        | 1     |
| ZAM Zâmbia                         |           | Yes       |           |           |           |           |           |          |          |          |          |          |          |          |        | 1     |
| Total: 129 CONs                    | 23        | 26        | 36        | 34        | 33        | 25        | 22        | 28       | 29       | 25       | 32       | 28       | 24       | 26       | 12     | 391   |
| References                         | [ 4 ]     | [ 5 ]     | [ 6 ]     | [ 7 ]     | [ 8 ]     | [ 9 ]     | [ 10 ]    | [ 11 ]   | [ 12 ]   | [ 13 ]   | [ 14 ]   | [ 15 ]   | [ 16 ]   | [ 17 ]   |        |       |

Source:

## Eventos masculinos

### Ligeiro (60 kg)
| Seção                                           | Vagas | CON               | Judoca qualificado     |
| ----------------------------------------------- | ----- | ----------------- | ---------------------- |
| País-sede                                       | 1     | JPN Japão         | Naohisa Takato         |
| Ranking Mundial da IJF (em 28 de junho de 2021) | 18    | RUS Rússia        | Yago Abuladze          |
| Ranking Mundial da IJF (em 28 de junho de 2021) | 18    | KAZ Cazaquistão   | Yeldos Smetov          |
| Ranking Mundial da IJF (em 28 de junho de 2021) | 18    | ESP Espanha       | Francisco Garrigos     |
| Ranking Mundial da IJF (em 28 de junho de 2021) | 18    | UZB Uzbequistão   | Sharafuddin Lutfillaev |
| Ranking Mundial da IJF (em 28 de junho de 2021) | 18    | KOR Coreia do Sul | Kim Won-jin            |
| Ranking Mundial da IJF (em 28 de junho de 2021) | 18    | GEO Geórgia       | Lukhumi Chkhvimiani    |
| Ranking Mundial da IJF (em 28 de junho de 2021) | 18    | TPE Taipé Chinês  | Yang Yung-wei          |
| Ranking Mundial da IJF (em 28 de junho de 2021) | 18    | NED Países Baixos | Tornike Tsjakadoea     |
| Ranking Mundial da IJF (em 28 de junho de 2021) | 18    | BRA Brasil        | Eric Takabatake        |
| Ranking Mundial da IJF (em 28 de junho de 2021) | 18    | BEL Bélgica       | Jorre Verstraeten      |
| Ranking Mundial da IJF (em 28 de junho de 2021) | 18    | GBR Grã-Bretanha  | Ashley McKenzie        |
| Ranking Mundial da IJF (em 28 de junho de 2021) | 18    | AZE Azerbaijão    | Karamat Huseynov       |
| Ranking Mundial da IJF (em 28 de junho de 2021) | 18    | FRA França        | Luka Mkheidze          |
| Ranking Mundial da IJF (em 28 de junho de 2021) | 18    | MGL Mongólia      | Amartuvshin Dashdavaa  |
| Ranking Mundial da IJF (em 28 de junho de 2021) | 18    | ECU Equador       | Lenin Preciado         |
| Ranking Mundial da IJF (em 28 de junho de 2021) | 18    | UKR Ucrânia       | Artem Lesiuk           |
| Ranking Mundial da IJF (em 28 de junho de 2021) | 18    | BUL Bulgária      | Yanislav Gerchev       |
| Ranking Mundial da IJF (em 28 de junho de 2021) | 18    | GER Alemanha      | Moritz Plafky          |
| Vagas adicionais (Europa)                       | 1     | TUR Turquia       | Mihraç Akkuş           |
| Vagas adicionais (África)                       | —     | —                 | —                      |
| Vagas adicionais (América)                      | 1     | GUA Guatemala     | José Ramos             |
| Vagas adicionais (Ásia)                         | 1     | LAO Laos          | Soukphaxay Sithisane   |
| Vagas adicionais (Oceania)                      | —     | —                 | —                      |
| Convite                                         | 1     | BHU Butão         | Ngawang Namgyel        |
| Total                                           | 23    |                   |                        |

### Meio-leve (66 kg)
| Seção                                           | Vagas | CON               | Judoca qualificado     |
| ----------------------------------------------- | ----- | ----------------- | ---------------------- |
| País-sede                                       | 1     | JPN Japão         | Hifumi Abe             |
| Ranking Mundial da IJF (em 28 de junho de 2021) | 18    | ITA Itália        | Manuel Lombardo        |
| Ranking Mundial da IJF (em 28 de junho de 2021) | 18    | KOR Coreia do Sul | An Baul                |
| Ranking Mundial da IJF (em 28 de junho de 2021) | 18    | GEO Geórgia       | Vazha Margvelashvili   |
| Ranking Mundial da IJF (em 28 de junho de 2021) | 18    | MGL Mongólia      | Baskhuu Yondonperenlei |
| Ranking Mundial da IJF (em 28 de junho de 2021) | 18    | ISR Israel        | Baruch Shmailov        |
| Ranking Mundial da IJF (em 28 de junho de 2021) | 18    | ESP Espanha       | Alberto Gaitero Martin |
| Ranking Mundial da IJF (em 28 de junho de 2021) | 18    | UZB Uzbequistão   | Sardor Nurillaev       |
| Ranking Mundial da IJF (em 28 de junho de 2021) | 18    | RUS Rússia        | Yakub Shamilov         |
| Ranking Mundial da IJF (em 28 de junho de 2021) | 18    | BRA Brasil        | Daniel Cargnin         |
| Ranking Mundial da IJF (em 28 de junho de 2021) | 18    | KAZ Cazaquistão   | Yerlan Serikzhanov     |
| Ranking Mundial da IJF (em 28 de junho de 2021) | 18    | MDA Moldávia      | Denis Vieru            |
| Ranking Mundial da IJF (em 28 de junho de 2021) | 18    | AZE Azerbaijão    | Orkhan Safarov         |
| Ranking Mundial da IJF (em 28 de junho de 2021) | 18    | EGY Egito         | Mohamed Abdelmawgoud   |
| Ranking Mundial da IJF (em 28 de junho de 2021) | 18    | UKR Ucrânia       | Georgii Zantaraia      |
| Ranking Mundial da IJF (em 28 de junho de 2021) | 18    | FRA França        | Kilian Le Blouch       |
| Ranking Mundial da IJF (em 28 de junho de 2021) | 18    | SLO Eslovênia     | Adrian Gomboc          |
| Ranking Mundial da IJF (em 28 de junho de 2021) | 18    | BLR Bielorrússia  | Dzmitry Minkou         |
| Ranking Mundial da IJF (em 28 de junho de 2021) | 18    | GER Alemanha      | Sebastian Seidl        |
| Vagas adicionais (Europa)                       | —     | —                 | —                      |
| Vagas adicionais (África)                       | 3     | ZAM Zâmbia        | Steven Mungandu        |
| Vagas adicionais (África)                       | 3     | MOZ Moçambique    | Kevin Loforte          |
| Vagas adicionais (África)                       | 3     | NIG Níger         | Ismael Alhassane       |
| Vagas adicionais (América)                      | 2     | PER Peru          | Juan Postigos          |
| Vagas adicionais (América)                      | 2     | CRC Costa Rica    | Ian Sancho Chinchila   |
| Vagas adicionais (Ásia)                         | 1     | QAT Catar         | Ayoub Elidrissi        |
| Vagas adicionais (Oceania)                      | —     | —                 | —                      |
| Convite                                         | 1     | ALB Albânia       | Indrit Cullhaj         |
| Total                                           | 26    |                   |                        |

### Leve (73 kg)
| Seção                                           | Vagas | CON                               | Judoca qualificado      |
| ----------------------------------------------- | ----- | --------------------------------- | ----------------------- |
| País-sede                                       | 1     | JPN Japão                         | Shohei Ono              |
| Ranking Mundial da IJF (em 28 de junho de 2021) | 18    | AZE Azerbaijão                    | Rustam Orujov           |
| Ranking Mundial da IJF (em 28 de junho de 2021) | 18    | GEO Geórgia                       | Lasha Shavdatuashvili   |
| Ranking Mundial da IJF (em 28 de junho de 2021) | 18    | KOR Coreia do Sul                 | An Changrim             |
| Ranking Mundial da IJF (em 28 de junho de 2021) | 18    | SWE Suécia                        | Tommy Macias            |
| Ranking Mundial da IJF (em 28 de junho de 2021) | 18    | MGL Mongólia                      | Tsogtbaatar Tsend-Ochir |
| Ranking Mundial da IJF (em 28 de junho de 2021) | 18    | ISR Israel                        | Tohar Butbul            |
| Ranking Mundial da IJF (em 28 de junho de 2021) | 18    | CAN Canadá                        | Arthur Margelidon       |
| Ranking Mundial da IJF (em 28 de junho de 2021) | 18    | TUR Turquia                       | Bilal Çiloğlu           |
| Ranking Mundial da IJF (em 28 de junho de 2021) | 18    | UZB Uzbequistão                   | Khikmatillokh Turaev    |
| Ranking Mundial da IJF (em 28 de junho de 2021) | 18    | KOS Kosovo                        | Akil Gjakova            |
| Ranking Mundial da IJF (em 28 de junho de 2021) | 18    | ITA Itália                        | Fabio Basile            |
| Ranking Mundial da IJF (em 28 de junho de 2021) | 18    | RUS Rússia                        | Musa Mogushkov          |
| Ranking Mundial da IJF (em 28 de junho de 2021) | 18    | TJK Tajiquistão                   | Somon Makhmadbekov      |
| Ranking Mundial da IJF (em 28 de junho de 2021) | 18    | KAZ Cazaquistão                   | Zhansay Smagulov        |
| Ranking Mundial da IJF (em 28 de junho de 2021) | 18    | UAE Emirados Árabes Unidos        | Victor Scvortov         |
| Ranking Mundial da IJF (em 28 de junho de 2021) | 18    | GER Alemanha                      | Igor Wandtke            |
| Ranking Mundial da IJF (em 28 de junho de 2021) | 18    | MDA Moldávia                      | Victor Sterpu           |
| Ranking Mundial da IJF (em 28 de junho de 2021) | 18    | SUI Suíça                         | Nils Stump              |
| Vagas adicionais (Europa)                       | 3     | FRA França                        | Guillaume Chaine        |
| Vagas adicionais (Europa)                       | 3     | ROM Romênia                       | Alexandru Raicu         |
| Vagas adicionais (Europa)                       | 3     | ARM Armênia                       | Ferdinand Karapetian    |
| Vagas adicionais (África)                       | 4     | ALG Argélia                       | Fethi Nourine           |
| Vagas adicionais (África)                       | 4     | DJI Djibuti                       | Aden-Alexandre Houssein |
| Vagas adicionais (África)                       | 4     | GAM Gâmbia                        | Faye Njie               |
| Vagas adicionais (África)                       | 4     | BUR Burquina Fasso                | Lucas Diallo            |
| Vagas adicionais (América)                      | 2     | CUB Cuba                          | Magdiel Estrada         |
| Vagas adicionais (América)                      | 2     | BRA Brasil                        | Eduardo Barbosa         |
| Vagas adicionais (Ásia)                         | 2     | JOR Jordânia                      | Younis Eyal Slman       |
| Vagas adicionais (Ásia)                         | 2     | SAU Arábia Saudita                | Sulaiman Hamad          |
| Vagas adicionais (Oceania)                      | —     | —                                 | —                       |
| Convite                                         | 6     | MON Mônaco                        | Cedric Bessi            |
| Convite                                         | 6     | GUI Guiné                         | Mamadou Samba Bah       |
| Convite                                         | 6     | YEM Iêmen                         | Ahmed Ayash             |
| Convite                                         | 6     | ROT Equipe Olímpica de Refugiados | Ahmad Alikaj            |
| Convite                                         | 6     | SRI Sri Lanka                     | Chamara Dharmawardana   |
| Convite                                         | 6     | SUD Sudão                         | Mohamed Abdalarasool    |
| Total                                           | 36    |                                   |                         |

### Meio-médio (81 kg)
| Seção                                           | Vagas | CON               | Judoca qualificado     |
| ----------------------------------------------- | ----- | ----------------- | ---------------------- |
| País-sede                                       | 1     | JPN Japão         | Takanori Nagase        |
| Ranking Mundial da IJF (em 28 de junho de 2021) | 18    | BEL Bélgica       | Matthias Casse         |
| Ranking Mundial da IJF (em 28 de junho de 2021) | 18    | ISR Israel        | Sagi Muki              |
| Ranking Mundial da IJF (em 28 de junho de 2021) | 18    | GEO Geórgia       | Tato Grigalashvili     |
| Ranking Mundial da IJF (em 28 de junho de 2021) | 18    | TUR Turquia       | Vedat Albayrak         |
| Ranking Mundial da IJF (em 28 de junho de 2021) | 18    | NED Países Baixos | Frank de Wit           |
| Ranking Mundial da IJF (em 28 de junho de 2021) | 18    | MGL Mongólia      | Saeid Mollaei          |
| Ranking Mundial da IJF (em 28 de junho de 2021) | 18    | UZB Uzbequistão   | Sharofiddin Boltaboev  |
| Ranking Mundial da IJF (em 28 de junho de 2021) | 18    | RUS Rússia        | Alan Khubetsov         |
| Ranking Mundial da IJF (em 28 de junho de 2021) | 18    | CAN Canadá        | Antoine Valois-Fortier |
| Ranking Mundial da IJF (em 28 de junho de 2021) | 18    | GER Alemanha      | Dominic Ressel         |
| Ranking Mundial da IJF (em 28 de junho de 2021) | 18    | BUL Bulgária      | Ivaylo Ivanov          |
| Ranking Mundial da IJF (em 28 de junho de 2021) | 18    | ITA Itália        | Christian Parlati      |
| Ranking Mundial da IJF (em 28 de junho de 2021) | 18    | HUN Hungria       | Attila Ungvári         |
| Ranking Mundial da IJF (em 28 de junho de 2021) | 18    | POR Portugal      | Anri Egutidze          |
| Ranking Mundial da IJF (em 28 de junho de 2021) | 18    | GRE Grécia        | Alexios Ntanatsidis    |
| Ranking Mundial da IJF (em 28 de junho de 2021) | 18    | AUT Áustria       | Shamil Borchashvili    |
| Ranking Mundial da IJF (em 28 de junho de 2021) | 18    | AZE Azerbaijão    | Murad Fatiyev          |
| Ranking Mundial da IJF (em 28 de junho de 2021) | 18    | BRA Brasil        | Eduardo Yudy Santos    |
| Vagas adicionais (Europa)                       | 1     | SWE Suécia        | Robin Pacek            |
| Vagas adicionais (África)                       | 1     | EGY Egito         | Mohamed Abdelaal       |
| Vagas adicionais (América)                      | 3     | PUR Porto Rico    | Adrián Gandía          |
| Vagas adicionais (América)                      | 3     | ARG Argentina     | Emmanuel Lucenti       |
| Vagas adicionais (América)                      | 3     | URU Uruguai       | Alain Aprahamian       |
| Vagas adicionais (Ásia)                         | 4     | KAZ Cazaquistão   | Didar Khamza           |
| Vagas adicionais (Ásia)                         | 4     | KGZ Quirguistão   | Vladimir Zoloev        |
| Vagas adicionais (Ásia)                         | 4     | TJK Tajiquistão   | Akmal Murodov          |
| Vagas adicionais (Ásia)                         | 4     | LBN Líbano        | Nacif Elias            |
| Vagas adicionais (Oceania)                      | 3     | GUM Guam          | Joshter Andrew         |
| Vagas adicionais (Oceania)                      | 3     | SAM Samoa         | Peniamina Percival     |
| Vagas adicionais (Oceania)                      | 3     | VAN Vanuatu       | Hugo Cumbo             |
| Convite                                         | 3     | PLE Palestina     | Wesam Abu Rmilah       |
| Convite                                         | 3     | COM Comores       | Housni Thaoubani       |
| Convite                                         | 3     | SLE Serra Leoa    | Frederick Harris       |
| Total                                           | 34    |                   |                        |

### Médio (90 kg)
| Seção                                           | Vagas | CON                               | Judoca qualificado        |
| ----------------------------------------------- | ----- | --------------------------------- | ------------------------- |
| País-sede                                       | 1     | JPN Japão                         | Shoichiro Mukai           |
| Ranking Mundial da IJF (em 28 de junho de 2021) | 18    | ESP Espanha                       | Nikoloz Sherazadishvili   |
| Ranking Mundial da IJF (em 28 de junho de 2021) | 18    | NED Países Baixos                 | Noël van 't End           |
| Ranking Mundial da IJF (em 28 de junho de 2021) | 18    | GEO Geórgia                       | Lasha Bekauri             |
| Ranking Mundial da IJF (em 28 de junho de 2021) | 18    | HUN Hungria                       | Krisztián Tóth            |
| Ranking Mundial da IJF (em 28 de junho de 2021) | 18    | UZB Uzbequistão                   | Davlat Bobonov            |
| Ranking Mundial da IJF (em 28 de junho de 2021) | 18    | SRB Sérvia                        | Nemanja Majdov            |
| Ranking Mundial da IJF (em 28 de junho de 2021) | 18    | CUB Cuba                          | Iván Felipe Silva Morales |
| Ranking Mundial da IJF (em 28 de junho de 2021) | 18    | RUS Rússia                        | Mikhail Igolnikov         |
| Ranking Mundial da IJF (em 28 de junho de 2021) | 18    | SWE Suécia                        | Marcus Nyman              |
| Ranking Mundial da IJF (em 28 de junho de 2021) | 18    | AZE Azerbaijão                    | Mammadali Mehdiyev        |
| Ranking Mundial da IJF (em 28 de junho de 2021) | 18    | TUR Turquia                       | Mihael Žgank              |
| Ranking Mundial da IJF (em 28 de junho de 2021) | 18    | GER Alemanha                      | Eduard Trippel            |
| Ranking Mundial da IJF (em 28 de junho de 2021) | 18    | KOR Coreia do Sul                 | Gwak Dong-han             |
| Ranking Mundial da IJF (em 28 de junho de 2021) | 18    | FRA França                        | Axel Clerget              |
| Ranking Mundial da IJF (em 28 de junho de 2021) | 18    | MGL Mongólia                      | Altanbagana Gantulga      |
| Ranking Mundial da IJF (em 28 de junho de 2021) | 18    | BRA Brasil                        | Rafael Macedo             |
| Ranking Mundial da IJF (em 28 de junho de 2021) | 18    | KAZ Cazaquistão                   | Islam Bozbayev            |
| Ranking Mundial da IJF (em 28 de junho de 2021) | 18    | TJK Tajiquistão                   | Komronshokh Ustopiriyon   |
| Vagas adicionais (Europa)                       | 5     | ITA Itália                        | Nicholas Mungai           |
| Vagas adicionais (Europa)                       | 5     | ISR Israel                        | Li Kochman                |
| Vagas adicionais (Europa)                       | 5     | UKR Ucrânia                       | Quedjau Nhabali           |
| Vagas adicionais (Europa)                       | 5     | CZE República Checa               | David Klammert            |
| Vagas adicionais (Europa)                       | 5     | POL Polônia                       | Piotr Kuczera             |
| Vagas adicionais (África)                       | 2     | MRI Maurício                      | Remi Feuillet             |
| Vagas adicionais (África)                       | 2     | GHA Gana                          | Kwadjo Anani              |
| Vagas adicionais (América)                      | 2     | USA Estados Unidos                | Colton Brown              |
| Vagas adicionais (América)                      | 2     | DOM República Dominicana          | Robert Florentino         |
| Vagas adicionais (Ásia)                         | —     | —                                 | —                         |
| Vagas adicionais (Oceania)                      | —     | —                                 | —                         |
| Convite                                         | 5     | LIE Liechtenstein                 | Raphael Schwendinger      |
| Convite                                         | 5     | BEN Benim                         | Celtus Dossou Yovo        |
| Convite                                         | 5     | SEY Seicheles                     | Nantenaina Finesse        |
| Convite                                         | 5     | SMR San Marino                    | Paolo Persoglia           |
| Convite                                         | 5     | ROT Equipe Olímpica de Refugiados | Popole Misenga            |
| Total                                           | 33    |                                   |                           |

### Meio-pesado (100 kg)
| Seção                                           | Vagas | CON                        | Judoca qualificado           |
| ----------------------------------------------- | ----- | -------------------------- | ---------------------------- |
| País-sede                                       | 1     | JPN Japão                  | Aaron Wolf                   |
| Ranking Mundial da IJF (em 28 de junho de 2021) | 18    | GEO Geórgia                | Varlam Liparteliani          |
| Ranking Mundial da IJF (em 28 de junho de 2021) | 18    | ISR Israel                 | Peter Paltchik               |
| Ranking Mundial da IJF (em 28 de junho de 2021) | 18    | NED Países Baixos          | Michael Korrel               |
| Ranking Mundial da IJF (em 28 de junho de 2021) | 18    | POR Portugal               | Jorge Fonseca                |
| Ranking Mundial da IJF (em 28 de junho de 2021) | 18    | KOR Coreia do Sul          | Cho Gu-ham                   |
| Ranking Mundial da IJF (em 28 de junho de 2021) | 18    | RUS Rússia                 | Niyaz Ilyasov                |
| Ranking Mundial da IJF (em 28 de junho de 2021) | 18    | CAN Canadá                 | Shady El Nahas               |
| Ranking Mundial da IJF (em 28 de junho de 2021) | 18    | AZE Azerbaijão             | Zelym Kotsoiev               |
| Ranking Mundial da IJF (em 28 de junho de 2021) | 18    | FRA França                 | Alexandre Iddir              |
| Ranking Mundial da IJF (em 28 de junho de 2021) | 18    | EGY Egito                  | Ramadan Darwish              |
| Ranking Mundial da IJF (em 28 de junho de 2021) | 18    | UZB Uzbequistão            | Mukhammadkarim Khurramov     |
| Ranking Mundial da IJF (em 28 de junho de 2021) | 18    | MGL Mongólia               | Lkhagvasürengiin Otgonbaatar |
| Ranking Mundial da IJF (em 28 de junho de 2021) | 18    | BEL Bélgica                | Toma Nikiforov               |
| Ranking Mundial da IJF (em 28 de junho de 2021) | 18    | BRA Brasil                 | Rafael Buzacarini            |
| Ranking Mundial da IJF (em 28 de junho de 2021) | 18    | IRL Irlanda                | Benjamin Fletcher            |
| Ranking Mundial da IJF (em 28 de junho de 2021) | 18    | GER Alemanha               | Karl-Richard Frey            |
| Ranking Mundial da IJF (em 28 de junho de 2021) | 18    | EST Estônia                | Grigori Minaškin             |
| Ranking Mundial da IJF (em 28 de junho de 2021) | 18    | SRB Sérvia                 | Aleksandar Kukolj            |
| Vagas adicionais (Europa)                       | 3     | BLR Bielorrússia           | Mikita Sviryd                |
| Vagas adicionais (Europa)                       | 3     | HUN Hungria                | Miklós Cirjenics             |
| Vagas adicionais (Europa)                       | 3     | LAT Letônia                | Jevgeņijs Borodavko          |
| Vagas adicionais (África)                       | —     | —                          | —                            |
| Vagas adicionais (América)                      | —     | —                          | —                            |
| Vagas adicionais (Ásia)                         | 2     | PAK Paquistão              | Hussain Shah Shah            |
| Vagas adicionais (Ásia)                         | 2     | UAE Emirados Árabes Unidos | Ivan Remarenco               |
| Vagas adicionais (Oceania)                      | 1     | FIJ Fiji                   | Tevita Takayawa              |
| Convite                                         |       |                            |                              |
| Total                                           | 25    |                            |                              |

### Pesado (+100 kg)
| Seção                                           | Vagas | CON                               | Judoca qualificado     |
| ----------------------------------------------- | ----- | --------------------------------- | ---------------------- |
| País-sede                                       | 1     | JPN Japão                         | Hisayoshi Harasawa     |
| Ranking Mundial da IJF (em 28 de junho de 2021) | 18    | CZE República Checa               | Lukáš Krpálek          |
| Ranking Mundial da IJF (em 28 de junho de 2021) | 18    | RUS Rússia                        | Inal Tasoev            |
| Ranking Mundial da IJF (em 28 de junho de 2021) | 18    | GEO Geórgia                       | Guram Tushishvili      |
| Ranking Mundial da IJF (em 28 de junho de 2021) | 18    | BRA Brasil                        | Rafael Silva           |
| Ranking Mundial da IJF (em 28 de junho de 2021) | 18    | NED Países Baixos                 | Henk Grol              |
| Ranking Mundial da IJF (em 28 de junho de 2021) | 18    | UKR Ucrânia                       | Yakiv Khammo           |
| Ranking Mundial da IJF (em 28 de junho de 2021) | 18    | ISR Israel                        | Or Sasson              |
| Ranking Mundial da IJF (em 28 de junho de 2021) | 18    | KOR Coreia do Sul                 | Kim Min-jong           |
| Ranking Mundial da IJF (em 28 de junho de 2021) | 18    | FRA França                        | Teddy Riner            |
| Ranking Mundial da IJF (em 28 de junho de 2021) | 18    | TJK Tajiquistão                   | Temur Rakhimov         |
| Ranking Mundial da IJF (em 28 de junho de 2021) | 18    | AZE Azerbaijão                    | Ushangi Kokauri        |
| Ranking Mundial da IJF (em 28 de junho de 2021) | 18    | AUT Áustria                       | Stephan Hegyi          |
| Ranking Mundial da IJF (em 28 de junho de 2021) | 18    | CUB Cuba                          | Andy Granda            |
| Ranking Mundial da IJF (em 28 de junho de 2021) | 18    | UZB Uzbequistão                   | Bekmurod Oltiboev      |
| Ranking Mundial da IJF (em 28 de junho de 2021) | 18    | GER Alemanha                      | Johannes Frey          |
| Ranking Mundial da IJF (em 28 de junho de 2021) | 18    | ROM Romênia                       | Vlăduț Simionescu      |
| Ranking Mundial da IJF (em 28 de junho de 2021) | 18    | MGL Mongólia                      | Duurenbayar Ulziibayar |
| Ranking Mundial da IJF (em 28 de junho de 2021) | 18    | POL Polônia                       | Maciej Sarnacki        |
| Vagas adicionais (Europa)                       | —     | —                                 | —                      |
| Vagas adicionais (África)                       | 2     | SEN Senegal                       | Mbagnick Ndiaye        |
| Vagas adicionais (África)                       | 2     | LBA Líbia                         | Ali Omar               |
| Vagas adicionais (América)                      | —     | —                                 | —                      |
| Vagas adicionais (Ásia)                         | —     | —                                 | —                      |
| Vagas adicionais (Oceania)                      | —     | —                                 | —                      |
| Convite                                         | 1     | ROT Equipe Olímpica de Refugiados | Javad Mahjoub          |
| Total                                           | 22    |                                   |                        |

## Eventos femininos

### Ligeiro (48 kg)
| Seção                                           | Vagas | CON               | Judoca qualificada        |
| ----------------------------------------------- | ----- | ----------------- | ------------------------- |
| País-sede                                       | 1     | JPN Japão         | Funa Tonaki               |
| Ranking Mundial da IJF (em 28 de junho de 2021) | 18    | KOS Kosovo        | Distria Krasniqi          |
| Ranking Mundial da IJF (em 28 de junho de 2021) | 18    | UKR Ucrânia       | Daria Bilodid             |
| Ranking Mundial da IJF (em 28 de junho de 2021) | 18    | MGL Mongólia      | Urantsetseg Munkhbat      |
| Ranking Mundial da IJF (em 28 de junho de 2021) | 18    | ARG Argentina     | Paula Pareto              |
| Ranking Mundial da IJF (em 28 de junho de 2021) | 18    | ESP Espanha       | Julia Figueroa            |
| Ranking Mundial da IJF (em 28 de junho de 2021) | 18    | POR Portugal      | Catarina Costa            |
| Ranking Mundial da IJF (em 28 de junho de 2021) | 18    | RUS Rússia        | Irina Dolgova             |
| Ranking Mundial da IJF (em 28 de junho de 2021) | 18    | FRA França        | Shirine Boukli            |
| Ranking Mundial da IJF (em 28 de junho de 2021) | 18    | SLO Eslovênia     | Maruša Štangar            |
| Ranking Mundial da IJF (em 28 de junho de 2021) | 18    | KAZ Cazaquistão   | Galbadrakhyn Otgontsetseg |
| Ranking Mundial da IJF (em 28 de junho de 2021) | 18    | ISR Israel        | Shira Rishony             |
| Ranking Mundial da IJF (em 28 de junho de 2021) | 18    | SRB Sérvia        | Milica Nikolić            |
| Ranking Mundial da IJF (em 28 de junho de 2021) | 18    | ITA Itália        | Francesca Milani          |
| Ranking Mundial da IJF (em 28 de junho de 2021) | 18    | GER Alemanha      | Katharina Menz            |
| Ranking Mundial da IJF (em 28 de junho de 2021) | 18    | CHN China         | Li Yanan                  |
| Ranking Mundial da IJF (em 28 de junho de 2021) | 18    | HUN Hungria       | Éva Csernoviczki          |
| Ranking Mundial da IJF (em 28 de junho de 2021) | 18    | KOR Coreia do Sul | Kang Yu-jeong             |
| Ranking Mundial da IJF (em 28 de junho de 2021) | 18    | BRA Brasil        | Gabriela Chibana          |
| Vagas adicionais (Europa)                       | 2     | TUR Turquia       | Gulkader Senturk          |
| Vagas adicionais (Europa)                       | 2     | AZE Azerbaijão    | Aisha Gurbanli            |
| Vagas adicionais (África)                       | 2     | RSA África do Sul | Geronay Whitebooi         |
| Vagas adicionais (África)                       | 2     | MRI Maurício      | Priscilla Morand          |
| Vagas adicionais (América)                      | 2     | CHI Chile         | Mary Dee Vargas Lee       |
| Vagas adicionais (América)                      | 2     | COL Colômbia      | Luz Álvarez               |
| Vagas adicionais (Ásia)                         | 2     | TPE Taipé Chinês  | Chen-Hao Lin              |
| Vagas adicionais (Ásia)                         | 2     | IND Índia         | Shushila Devi Likmabam    |
| Vagas adicionais (Oceania)                      | —     | —                 | —                         |
| Convite                                         | 2     | MAW Malawi        | Harriet Boniface          |
| Convite                                         | 2     | NEP Nepal         | Soniya Bhatta             |
| Total                                           | 29    |                   |                           |

### Meio-leve (52 kg)
| Seção                                           | Vagas | CON                    | Judoca qualificada        |
| ----------------------------------------------- | ----- | ---------------------- | ------------------------- |
| País-sede                                       | 1     | JPN Japão              | Uta Abe                   |
| Ranking Mundial da IJF (em 28 de junho de 2021) | 18    | FRA França             | Amandine Buchard          |
| Ranking Mundial da IJF (em 28 de junho de 2021) | 18    | ITA Itália             | Odette Giuffrida          |
| Ranking Mundial da IJF (em 28 de junho de 2021) | 18    | KOS Kosovo             | Majlinda Kelmendi         |
| Ranking Mundial da IJF (em 28 de junho de 2021) | 18    | ESP Espanha            | Ana Perez Box             |
| Ranking Mundial da IJF (em 28 de junho de 2021) | 18    | BEL Bélgica            | Charline van Snick        |
| Ranking Mundial da IJF (em 28 de junho de 2021) | 18    | GBR Grã-Bretanha       | Chelsie Giles             |
| Ranking Mundial da IJF (em 28 de junho de 2021) | 18    | RUS Rússia             | Natalia Kuziutina         |
| Ranking Mundial da IJF (em 28 de junho de 2021) | 18    | ISR Israel             | Gili Cohen                |
| Ranking Mundial da IJF (em 28 de junho de 2021) | 18    | UZB Uzbequistão        | Diyora Keldiyorova        |
| Ranking Mundial da IJF (em 28 de junho de 2021) | 18    | BRA Brasil             | Larissa Pimenta           |
| Ranking Mundial da IJF (em 28 de junho de 2021) | 18    | SUI Suíça              | Fabienne Kocher           |
| Ranking Mundial da IJF (em 28 de junho de 2021) | 18    | POR Portugal           | Joana Ramos               |
| Ranking Mundial da IJF (em 28 de junho de 2021) | 18    | MGL Mongólia           | Sosorbaram Lkhagvasuren   |
| Ranking Mundial da IJF (em 28 de junho de 2021) | 18    | HUN Hungria            | Réka Pupp                 |
| Ranking Mundial da IJF (em 28 de junho de 2021) | 18    | USA Estados Unidos     | Angelica Delgado          |
| Ranking Mundial da IJF (em 28 de junho de 2021) | 18    | KOR Coreia do Sul      | Park Da-sol               |
| Ranking Mundial da IJF (em 28 de junho de 2021) | 18    | ROU Romênia            | Andreea Chitu             |
| Ranking Mundial da IJF (em 28 de junho de 2021) | 18    | POL Polônia            | Agatha Perenc             |
| Vagas adicionais (Europa)                       | 1     | GEO Geórgia            | Tetiana Levytska-Shukvani |
| Vagas adicionais (África)                       | 2     | GBS Guiné-Bissau       | Taciana Cesar             |
| Vagas adicionais (África)                       | 2     | MAR Marrocos           | Soumiya Iraoui            |
| Vagas adicionais (América)                      | 3     | CAN Canadá             | Ecaterina Guica           |
| Vagas adicionais (América)                      | 3     | PAN Panamá             | Kristine Jimenez          |
| Vagas adicionais (América)                      | 3     | HAI Haiti              | Sabiana Anestor           |
| Vagas adicionais (Ásia)                         | 2     | TKM Turcomenistão      | Gulbadam Babamuratova     |
| Vagas adicionais (Ásia)                         | 2     | THA Tailândia          | Kachakorn Warasiha        |
| Vagas adicionais (Oceania)                      | —     | —                      | —                         |
| Convite                                         | 1     | MKD Macedônia do Norte | Arbresha Rexhepi          |
| Realocação de vaga não utilizada                | 1     | VIE Vietnã             | Nguyễn Thủy               |
| Total                                           | 29    |                        |                           |

### Leve (57 kg)
| Seção                                           | Vagas | CON                               | Judoca qualificada       |
| ----------------------------------------------- | ----- | --------------------------------- | ------------------------ |
| País-sede                                       | 1     | JPN Japão                         | Tsukasa Yoshida          |
| Ranking Mundial da IJF (em 28 de junho de 2021) | 18    | CAN Canadá                        | Jessica Klimkait         |
| Ranking Mundial da IJF (em 28 de junho de 2021) | 18    | KOS Kosovo                        | Nora Gjakova             |
| Ranking Mundial da IJF (em 28 de junho de 2021) | 18    | FRA França                        | Sarah-Léonie Cysique     |
| Ranking Mundial da IJF (em 28 de junho de 2021) | 18    | GER Alemanha                      | Theresa Stoll            |
| Ranking Mundial da IJF (em 28 de junho de 2021) | 18    | TPE Taipé Chinês                  | Lien Chen-ling           |
| Ranking Mundial da IJF (em 28 de junho de 2021) | 18    | ISR Israel                        | Timna Nelson-Levy        |
| Ranking Mundial da IJF (em 28 de junho de 2021) | 18    | POR Portugal                      | Telma Monteiro           |
| Ranking Mundial da IJF (em 28 de junho de 2021) | 18    | HUN Hungria                       | Hedvig Karakas           |
| Ranking Mundial da IJF (em 28 de junho de 2021) | 18    | MGL Mongólia                      | Sumiya Dorjsuren         |
| Ranking Mundial da IJF (em 28 de junho de 2021) | 18    | POL Polônia                       | Julia Kowalczyk          |
| Ranking Mundial da IJF (em 28 de junho de 2021) | 18    | SLO Eslovênia                     | Kaja Kajzer              |
| Ranking Mundial da IJF (em 28 de junho de 2021) | 18    | RUS Rússia                        | Daria Mezhetskaia        |
| Ranking Mundial da IJF (em 28 de junho de 2021) | 18    | GEO Geórgia                       | Eteri Liparteliani       |
| Ranking Mundial da IJF (em 28 de junho de 2021) | 18    | SRB Sérvia                        | Marica Perišić           |
| Ranking Mundial da IJF (em 28 de junho de 2021) | 18    | KOR Coreia do Sul                 | Kim Ji-su                |
| Ranking Mundial da IJF (em 28 de junho de 2021) | 18    | CHN China                         | Lu Tongjuan              |
| Ranking Mundial da IJF (em 28 de junho de 2021) | 18    | BUL Bulgária                      | Ivelina Ilieva           |
| Ranking Mundial da IJF (em 28 de junho de 2021) | 18    | PAN Panamá                        | Miryam Roper             |
| Vagas adicionais (Europa)                       | 2     | NED Países Baixos                 | Sanne Verhagen           |
| Vagas adicionais (Europa)                       | 2     | AUT Áustria                       | Sabrina Filzmoser        |
| Vagas adicionais (África)                       | 3     | TUN Tunísia                       | Ghofran Khelifi          |
| Vagas adicionais (África)                       | 3     | ANG Angola                        | Diassonema Mucungui      |
| Vagas adicionais (África)                       | 3     | CIV Costa do Marfim               | Zouleiha Abzetta Dabonne |
| Vagas adicionais (América)                      | —     | —                                 | —                        |
| Vagas adicionais (Ásia)                         | —     | —                                 | —                        |
| Vagas adicionais (Oceania)                      | —     | —                                 | —                        |
| Convite                                         | 1     | ROT Equipe Olímpica de Refugiados | Sanda Aldass             |
| Total                                           | 25    |                                   |                          |

### Meio-médio (63 kg)
| Seção                                           | Vagas | CON                               | Judoca qualificada          |
| ----------------------------------------------- | ----- | --------------------------------- | --------------------------- |
| País-sede                                       | 1     | JPN Japão                         | Miku Tashiro                |
| Ranking Mundial da IJF (em 28 de junho de 2021) | 18    | FRA França                        | Clarisse Agbegnenou         |
| Ranking Mundial da IJF (em 28 de junho de 2021) | 18    | SLO Eslovênia                     | Tina Trstenjak              |
| Ranking Mundial da IJF (em 28 de junho de 2021) | 18    | CAN Canadá                        | Catherine Beauchemin-Pinard |
| Ranking Mundial da IJF (em 28 de junho de 2021) | 18    | BRA Brasil                        | Ketleyn Quadros             |
| Ranking Mundial da IJF (em 28 de junho de 2021) | 18    | CUB Cuba                          | Maylín del Toro Carvajal    |
| Ranking Mundial da IJF (em 28 de junho de 2021) | 18    | GER Alemanha                      | Martyna Trajdos             |
| Ranking Mundial da IJF (em 28 de junho de 2021) | 18    | NED Países Baixos                 | Juul Franssen               |
| Ranking Mundial da IJF (em 28 de junho de 2021) | 18    | VEN Venezuela                     | Anriquelis Barrios          |
| Ranking Mundial da IJF (em 28 de junho de 2021) | 18    | RUS Rússia                        | Daria Davydova              |
| Ranking Mundial da IJF (em 28 de junho de 2021) | 18    | CHN China                         | Yang Junxia                 |
| Ranking Mundial da IJF (em 28 de junho de 2021) | 18    | AUT Áustria                       | Magdalena Krssakova         |
| Ranking Mundial da IJF (em 28 de junho de 2021) | 18    | GBR Grã-Bretanha                  | Lucy Renshall               |
| Ranking Mundial da IJF (em 28 de junho de 2021) | 18    | AUS Austrália                     | Katharina Haecker           |
| Ranking Mundial da IJF (em 28 de junho de 2021) | 18    | MGL Mongólia                      | Gankhaich Bold              |
| Ranking Mundial da IJF (em 28 de junho de 2021) | 18    | POL Polônia                       | Agata Ozdoba-Błach          |
| Ranking Mundial da IJF (em 28 de junho de 2021) | 18    | HUN Hungria                       | Szofi Özbas                 |
| Ranking Mundial da IJF (em 28 de junho de 2021) | 18    | ISR Israel                        | Gili Sharir                 |
| Ranking Mundial da IJF (em 28 de junho de 2021) | 18    | ITA Itália                        | Maria Centracchio           |
| Vagas adicionais (Europa)                       | 3     | SRB Sérvia                        | Anja Obradović              |
| Vagas adicionais (Europa)                       | 3     | ESP Espanha                       | Cristina Cabaña Perez       |
| Vagas adicionais (Europa)                       | 3     | DEN Dinamarca                     | Lærke Olsen                 |
| Vagas adicionais (África)                       | 2     | MAD Madagascar                    | Damiella Nomenjanahary      |
| Vagas adicionais (África)                       | 2     | CPV Cabo Verde                    | Sandrine Billiet            |
| Vagas adicionais (América)                      | 2     | MEX México                        | Prisca Awiti Alcaraz        |
| Vagas adicionais (América)                      | 2     | ECU Equador                       | Estefania Garcia            |
| Vagas adicionais (Ásia)                         | 3     | KOR Coreia do Sul                 | Heeju Han                   |
| Vagas adicionais (Ásia)                         | 3     | PHI Filipinas                     | Kiyomi Watanabe             |
| Vagas adicionais (Ásia)                         | 3     | UZB Uzbequistão                   | Farangiz Khojieva           |
| Vagas adicionais (Oceania)                      | —     | —                                 | —                           |
| Convite                                         | 3     | ROT Equipe Olímpica de Refugiados | Muna Dahouk                 |
| Convite                                         | 3     | HON Honduras                      | Cergia David                |
| Convite                                         | 3     | MYA Mianmar                       | Chu Myat Noe Wai            |
| Total                                           | 32    |                                   |                             |

### Médio (70 kg)
| Seção                                           | Vagas | CON                               | Judoca qualificada      |
| ----------------------------------------------- | ----- | --------------------------------- | ----------------------- |
| País-sede                                       | 1     | JPN Japão                         | Chizuru Arai            |
| Ranking Mundial da IJF (em 28 de junho de 2021) | 18    | FRA França                        | Margaux Pinot           |
| Ranking Mundial da IJF (em 28 de junho de 2021) | 18    | NED Países Baixos                 | Sanne van Dijke         |
| Ranking Mundial da IJF (em 28 de junho de 2021) | 18    | AUT Áustria                       | Michaela Polleres       |
| Ranking Mundial da IJF (em 28 de junho de 2021) | 18    | CRO Croácia                       | Barbara Matić           |
| Ranking Mundial da IJF (em 28 de junho de 2021) | 18    | GER Alemanha                      | Giovanna Scoccimarro    |
| Ranking Mundial da IJF (em 28 de junho de 2021) | 18    | BRA Brasil                        | Maria Portela           |
| Ranking Mundial da IJF (em 28 de junho de 2021) | 18    | SWE Suécia                        | Anna Bernholm           |
| Ranking Mundial da IJF (em 28 de junho de 2021) | 18    | RUS Rússia                        | Madina Taimazova        |
| Ranking Mundial da IJF (em 28 de junho de 2021) | 18    | POR Portugal                      | Barbara Timo            |
| Ranking Mundial da IJF (em 28 de junho de 2021) | 18    | GBR Grã-Bretanha                  | Gemma Howell            |
| Ranking Mundial da IJF (em 28 de junho de 2021) | 18    | VEN Venezuela                     | Elvismar Rodriguez      |
| Ranking Mundial da IJF (em 28 de junho de 2021) | 18    | ESP Espanha                       | María Bernabéu          |
| Ranking Mundial da IJF (em 28 de junho de 2021) | 18    | PUR Porto Rico                    | María Pérez             |
| Ranking Mundial da IJF (em 28 de junho de 2021) | 18    | IRL Irlanda                       | Megan Fletcher          |
| Ranking Mundial da IJF (em 28 de junho de 2021) | 18    | MAR Marrocos                      | Assmaa Niang            |
| Ranking Mundial da IJF (em 28 de junho de 2021) | 18    | UZB Uzbequistão                   | Gulnoza Matniyazova     |
| Ranking Mundial da IJF (em 28 de junho de 2021) | 18    | AUS Austrália                     | Aoife Coughlan          |
| Ranking Mundial da IJF (em 28 de junho de 2021) | 18    | GRE Grécia                        | Elisavet Teltsidou      |
| Vagas adicionais (Europa)                       | 1     | ITA Itália                        | Alice Bellandi          |
| Vagas adicionais (África)                       | 2     | CMR Camarões                      | Ayuk Otay Arrey Sophina |
| Vagas adicionais (África)                       | 2     | CHA Chade                         | Demos Memneloum         |
| Vagas adicionais (América)                      | 1     | JAM Jamaica                       | Ebony Drysdale Daley    |
| Vagas adicionais (Ásia)                         | 2     | KOR Coreia do Sul                 | Kim Seong-yeon          |
| Vagas adicionais (Ásia)                         | 2     | CHN China                         | Sun Xiaoqian            |
| Vagas adicionais (Oceania)                      | 1     | KIR Kiribati                      | Kinaua Biribo           |
| Convite                                         | 2     | TUN Tunísia                       | Nihel Landolsi          |
| Convite                                         | 2     | ROT Equipe Olímpica de Refugiados | Nigara Shaheen          |
| Total                                           | 28    |                                   |                         |

### Meio-pesado (78 kg)
| Seção                                           | Vagas | CON                                | Judoca qualificada    |
| ----------------------------------------------- | ----- | ---------------------------------- | --------------------- |
| País-sede                                       | 1     | JPN Japão                          | Shori Hamada          |
| Ranking Mundial da IJF (em 28 de junho de 2021) | 18    | FRA França                         | Madeleine Malonga     |
| Ranking Mundial da IJF (em 28 de junho de 2021) | 18    | GER Alemanha                       | Anna-Maria Wagner     |
| Ranking Mundial da IJF (em 28 de junho de 2021) | 18    | NED Países Baixos                  | Guusje Steenhuis      |
| Ranking Mundial da IJF (em 28 de junho de 2021) | 18    | GBR Grã-Bretanha                   | Natalie Powell        |
| Ranking Mundial da IJF (em 28 de junho de 2021) | 18    | BRA Brasil                         | Mayra Aguiar          |
| Ranking Mundial da IJF (em 28 de junho de 2021) | 18    | KOS Kosovo                         | Loriana Kuka          |
| Ranking Mundial da IJF (em 28 de junho de 2021) | 18    | CUB Cuba                           | Kaliema Antomarchi    |
| Ranking Mundial da IJF (em 28 de junho de 2021) | 18    | CHN China                          | Ma Zhenzhao           |
| Ranking Mundial da IJF (em 28 de junho de 2021) | 18    | POL Polônia                        | Beata Pacut           |
| Ranking Mundial da IJF (em 28 de junho de 2021) | 18    | AUT Áustria                        | Bernadette Graf       |
| Ranking Mundial da IJF (em 28 de junho de 2021) | 18    | POR Portugal                       | Patricia Sampaio      |
| Ranking Mundial da IJF (em 28 de junho de 2021) | 18    | RUS Rússia                         | Aleksandra Babintseva |
| Ranking Mundial da IJF (em 28 de junho de 2021) | 18    | ECU Equador                        | Vanessa Chalá         |
| Ranking Mundial da IJF (em 28 de junho de 2021) | 18    | CRO Croácia                        | Karla Prodan          |
| Ranking Mundial da IJF (em 28 de junho de 2021) | 18    | KOR Coreia do Sul                  | Yoon Hyun-ji          |
| Ranking Mundial da IJF (em 28 de junho de 2021) | 18    | UKR Ucrânia                        | Anastasiya Turchyn    |
| Ranking Mundial da IJF (em 28 de junho de 2021) | 18    | ISR Israel                         | Inbar Lanir           |
| Ranking Mundial da IJF (em 28 de junho de 2021) | 18    | USA Estados Unidos                 | Nefeli Papadakis      |
| Vagas adicionais (Europa)                       | —     | —                                  | —                     |
| Vagas adicionais (África)                       | 2     | GAB Gabão                          | Sarah-Myriam Mazouz   |
| Vagas adicionais (África)                       | 2     | COD República Democrática do Congo | Marie Branser         |
| Vagas adicionais (América)                      | 1     | VEN Venezuela                      | Karen León            |
| Vagas adicionais (Ásia)                         | 1     | MGL Mongólia                       | Munkhtsetseg Otgon    |
| Vagas adicionais (Oceania)                      | —     | —                                  | —                     |
| Convite                                         | 1     | MNE Montenegro                     | Jovana Peković        |
| Total                                           | 24    |                                    |                       |

### Pesado (+78 kg)
| Seção                                           | Vagas | CON                      | Judoca qualificada               |
| ----------------------------------------------- | ----- | ------------------------ | -------------------------------- |
| País-sede                                       | 1     | JPN Japão                | Akira Sone                       |
| Ranking Mundial da IJF (em 28 de junho de 2021) | 18    | CUB Cuba                 | Idalys Ortiz                     |
| Ranking Mundial da IJF (em 28 de junho de 2021) | 18    | AZE Azerbaijão           | Iryna Kindzerska                 |
| Ranking Mundial da IJF (em 28 de junho de 2021) | 18    | BRA Brasil               | Maria Suelen Altheman            |
| Ranking Mundial da IJF (em 28 de junho de 2021) | 18    | FRA França               | Romane Dicko                     |
| Ranking Mundial da IJF (em 28 de junho de 2021) | 18    | TUR Turquia              | Kayra Sayit                      |
| Ranking Mundial da IJF (em 28 de junho de 2021) | 18    | BLR Bielorrússia         | Maryna Slutskaya                 |
| Ranking Mundial da IJF (em 28 de junho de 2021) | 18    | TUN Tunísia              | Nihel Cheikh Rouhou              |
| Ranking Mundial da IJF (em 28 de junho de 2021) | 18    | POR Portugal             | Rochele Nunes                    |
| Ranking Mundial da IJF (em 28 de junho de 2021) | 18    | BIH Bósnia e Herzegovina | Larisa Cerić                     |
| Ranking Mundial da IJF (em 28 de junho de 2021) | 18    | CHN China                | Xu Shiyan                        |
| Ranking Mundial da IJF (em 28 de junho de 2021) | 18    | CMR Camarões             | Hortence Vanessa Mballa Atangana |
| Ranking Mundial da IJF (em 28 de junho de 2021) | 18    | UKR Ucrânia              | Yelyzaveta Kalanina              |
| Ranking Mundial da IJF (em 28 de junho de 2021) | 18    | KOR Coreia do Sul        | Kim Ha-yun                       |
| Ranking Mundial da IJF (em 28 de junho de 2021) | 18    | NED Países Baixos        | Tessie Savelkouls                |
| Ranking Mundial da IJF (em 28 de junho de 2021) | 18    | ISR Israel               | Raz Hershko                      |
| Ranking Mundial da IJF (em 28 de junho de 2021) | 18    | PUR Porto Rico           | Melissa Mojica                   |
| Ranking Mundial da IJF (em 28 de junho de 2021) | 18    | SLO Eslovênia            | Anamari Velenšek                 |
| Ranking Mundial da IJF (em 28 de junho de 2021) | 18    | GER Alemanha             | Jasmin Grabowski                 |
| Vagas adicionais (Europa)                       | 3     | LTU Lituânia             | Sandra Jablonskyte               |
| Vagas adicionais (Europa)                       | 3     | GBR Grã-Bretanha         | Sarah Adlington                  |
| Vagas adicionais (Europa)                       | 3     | CRO Croácia              | Ivana Maranic                    |
| Vagas adicionais (África)                       | —     | —                        | —                                |
| Vagas adicionais (América)                      | 2     | TRI Trinidad e Tobago    | Gabriella Wood                   |
| Vagas adicionais (América)                      | 2     | NCA Nicarágua            | Izayana Marenco                  |
| Vagas adicionais (Ásia)                         | —     | —                        | —                                |
| Additional places (Oceania)                     | —     | —                        | —                                |
| Convite                                         | 1     | USA Estados Unidos       | Nina Cutro-Kelly                 |
| Total                                           | 26    |                          |                                  |

## Vagas continentais
Fonte: 

### África
| Peso | CON                | Judoca qualificado      | Pontos |
| ---- | ------------------ | ----------------------- | ------ |
| -81  | EGY Egito          | Mohamed Abdelaal        | 2631   |
| -73  | ALG Argélia        | Fehti Nourine           | 2262   |
| +100 | SEN Senegal        | Mbagnick Ndiaye         | 2035   |
| -73  | GAM Gâmbia         | Faye Njie               | 1487   |
| -90  | MRI Maurício       | Remi Feuillet           | 1279   |
| -73  | DJI Djibuti        | Aden-Alexandre Houssein | 1105   |
| -66  | ZAM Zâmbia         | Steven Mungandu         | 960    |
| -66  | MOZ Moçambique     | Kevin Loforte           | 807    |
| -81  | GHA Gana           | Kwadjo Anani            | 506    |
| +100 | LBA Líbia          | Ali Omar                | 460    |
| -66  | NIG Níger          | Ismael Alhassane        | 381    |
| -73  | BUR Burquina Fasso | Lucas Diallo            | 353    |

| Peso | CON                                | Judoca qualificada       | Pontos |
| ---- | ---------------------------------- | ------------------------ | ------ |
| -57  | TUN Tunísia                        | Ghofran Khelifi          | 2362   |
| -52  | GBS Guiné-Bissau                   | Taciana Cesar            | 2249   |
| -52  | MAR Marrocos                       | Soumiya Iraoui           | 2065   |
| -78  | GAB Gabão                          | Sarah-Myriam Mazouz      | 1760   |
| -57  | ANG Angola                         | Diassonema Mucungui      | 1657   |
| -57  | CIV Costa do Marfim                | Zouleiha Abzetta Dabonne | 1654   |
| -48  | RSA África do Sul                  | Geronay Whitebooi        | 1536   |
| -78  | COD República Democrática do Congo | Marie Branser            | 1290   |
| -70  | CMR Camarões                       | Ayuk Otay Arrey Sophina  | 1213   |
| -63  | CPV Cabo Verde                     | Sandrine Billiet         | 878    |
| -70  | CHA Chade                          | Demos Memneloum          | 779    |
| -63  | MAD Madagascar                     | Damiella Nomenjanahary   | 647    |

### América
| Peso | CON                      | Judoca qualificado   | Pontos |
| ---- | ------------------------ | -------------------- | ------ |
| -73  | CUB Cuba                 | Magdiel Estrada      | 2649   |
| -90  | USA Estados Unidos       | Colton Brown         | 2453   |
| -90  | DOM República Dominicana | Robert Florentino    | 2312   |
| -81  | PUR Porto Rico           | Adrián Gandía        | 2134   |
| -73  | BRA Brasil               | Eduardo Barbosa      | 2096   |
| -66  | PER Peru                 | Juan Postigos        | 1843   |
| -81  | ARG Argentina            | Emmanuel Lucenti     | 1383   |
| -60  | GUA Guatemala            | José Ramos           | 930    |
| -66  | CRC Costa Rica           | Ian Sancho Chinchila | 814    |

| Peso | CON                   | Judoca qualificada   | Pontos |
| ---- | --------------------- | -------------------- | ------ |
| -70  | COL Colômbia          | Yuri Alvear          | 2856   |
| -52  | CAN Canadá            | Ecaterina Guica      | 2551   |
| -63  | MEX México            | Prisca Awiti Alcaraz | 2227   |
| -48  | CHI Chile             | Mary Dee Vargas      | 2102   |
| -63  | ECU Equador           | Estefania Garcia     | 1493   |
| -78  | VEN Venezuela         | Karen León           | 1466   |
| -52  | PAN Panamá            | Kristine Jimenez     | 732    |
| -70  | JAM Jamaica           | Ebony Drysdale Daley | 578    |
| +78  | TTO Trinidad e Tobago | Gabriella Wood       | 268    |
| +78  | NCA Nicarágua         | Izayana Marenco      | 187    |
| -52  | HAI Haiti             | Sabiana Anestor      | 167    |
| -57  | BAH Bahamas           | Cynthia Rahming      | 151    |

### Ásia
| Peso | CON                        | Judoca qualificado   | Pontos |
| ---- | -------------------------- | -------------------- | ------ |
| -81  | KGZ Quirguistão            | Vladimir Zoloev      | 2380   |
| -81  | KAZ Cazaquistão            | Didar Khamza         | 2222   |
| -100 | PAK Paquistão              | Hussain Shah         | 1208   |
| -81  | TJK Tajiquistão            | Akmal Murodov        | 1060   |
| -100 | UAE Emirados Árabes Unidos | Ivan Remarenco       | 1028   |
| -73  | KSA Arábia Saudita         | Sulaiman Hammad      | 818    |
| -66  | QAT Catar                  | Ayoub Elidrissi      | 689    |
| -81  | LBN Líbano                 | Nacif Elias          | 646    |
| -73  | JOR Jordânia               | Younis Eyal Slman    | 445    |
| -60  | LAO Laos                   | Soukphaxay Sithisane | 318    |

| Peso | CON               | Judoca qualificada     | Pontos |
| ---- | ----------------- | ---------------------- | ------ |
| -70  | KOR Coreia do Sul | Kim Seong-yeon         | 2794   |
| -63  | KOR Coreia do Sul | Heeju Han              | 2314   |
| -70  | CHN China         | Sun Xiaoqian           | 1834   |
| -48  | AZE Azerbaijão    | Aisha Gurbanli         | 1753   |
| -48  | TPE Taipé Chinês  | Chen-Hao Lin           | 1508   |
| -63  | PHI Filipinas     | Kiyomi Watanabe        | 1496   |
| -52  | TKM Turcomenistão | Gulbadam Babamuratova  | 1161   |
| -52  | THA Tailândia     | Kachakorn Warasiha     | 1038   |
| -48  | IND Índia         | Shushila Devi Likmabam | 989    |
| -63  | UZB Uzbequistão   | Farangiz Khojieva      | 662    |
| -78  | MGL Mongólia      | Munkhtsetseg Otgon     | 621    |

### Europa
| Peso | CON                 | Judoca qualificado   | Pontos |
| ---- | ------------------- | -------------------- | ------ |
| -90  | ITA Itália          | Nicholas Mungai      | 2875   |
| -90  | ISR Israel          | Li Kochman           | 2837   |
| -73  | FRA França          | Guillaume Chaine     | 2694   |
| -90  | CZE República Checa | David Klammert       | 2528   |
| -90  | UKR Ucrânia         | Quedjau Nhabali      | 2495   |
| -81  | SWE Suécia          | Robin Pacek          | 2417   |
| -73  | ROU Romênia         | Alexandru Raicu      | 2339   |
| -100 | BLR Bielorrússia    | Mikita Sviryd        | 2247   |
| -100 | LAT Letônia         | Jevgeņijs Borodavko  | 2244   |
| -100 | HUN Hungria         | Miklós Cirjenics     | 2190   |
| -60  | TUR Turquia         | Mihraç Akkuş         | 2157   |
| -73  | ARM Armênia         | Ferdinand Karapetian | 2148   |
| -90  | POL Polônia         | Piotr Kuczera        | 2103   |

| Peso | CON               | Judoca qualificada        | Pontos |
| ---- | ----------------- | ------------------------- | ------ |
| -70  | GRE Grécia        | Elisavet Teltsidou        | 2842   |
| -70  | ITA Itália        | Alice Bellandi            | 2533   |
| -57  | NED Países Baixos | Sanne Verhagen            | 2337   |
| +78  | GER Alemanha      | Jasmin Grabowski          | 2326   |
| -57  | AUT Áustria       | Sabrina Filzmoser         | 1985   |
| -63  | SRB Sérvia        | Anja Obradović            | 1872   |
| +78  | LTU Lituânia      | Sandra Jablonskyte        | 1825   |
| -52  | GEO Geórgia       | Tetiana Levytska-Shukvani | 1786   |
| +78  | GBR Grã-Bretanha  | Sarah Adlington           | 1758   |
| -48  | AZE Azerbaijão    | Aisha Gurbanli            | 1753   |
| -63  | ESP Espanha       | Cristina Cabaña Perez     | 1712   |
| -63  | DEN Dinamarca     | Lærke Olsen               | 1688   |
| +78  | CRO Croácia       | Ivana Maranic             | 1652   |

### Oceania
| Peso | CON           | Judoca qualificado    | Pontos |
| ---- | ------------- | --------------------- | ------ |
| -100 | AUS Austrália | Kayhan Ozcicek-Takagi | 1792   |
| -100 | FIJ Fiji      | Tevita Takayawa       | 595    |
| -81  | GUM Guam      | Joshter Andrew        | 278    |
| -81  | SAM Samoa     | Peniamina Percival    | 76     |
| -81  | VAN Vanuatu   | Hugo Cumbo            | 62     |

| Peso | CON                  | Judoca qualificada | Pontos |
| ---- | -------------------- | ------------------ | ------ |
| -57  | NZL Nova Zelândia    | Justine Bishop     | 654    |
| -70  | KIR Kiribati         | Kinaua Biribo      | 10     |
| +78  | PNG Papua-Nova Guiné | Marie Keneke       | 6      |

## Equipes mistas
Para qualificar para a competição de equipes mistas, um CON deve ter competidores individuais em cada um dos seis grupos de divisões: